# Jessica Michibata

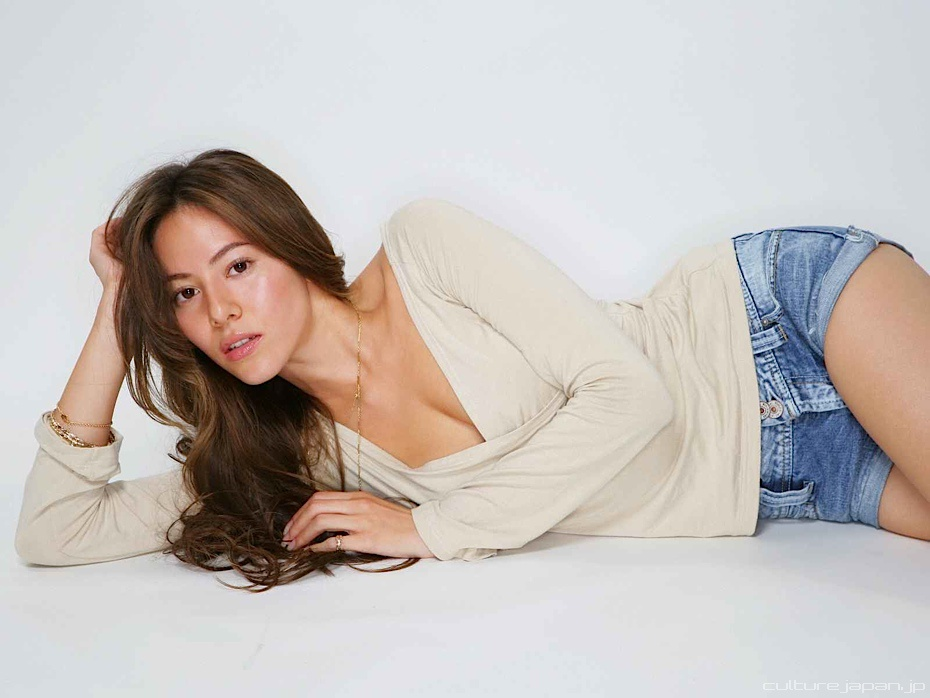
Jessica Michibata (2012)

Jessica Celeste Michibata (jap. 道端・ジェシカ・セレステ, Michibata Jeshika Seresute; * 21. Oktober 1984 in der Präfektur Fukui) ist ein japanisches Model.

## Leben und Karriere
Jessica Michibata ist die Tochter eines argentinischen Vaters mit spanisch-italienischen Wurzeln und einer japanischen Mutter. Sie hat eine ältere Schwester namens Linda Karen (* 1979) und eine jüngere Schwester namens Angelica Patricia (* 1985), die ebenfalls als Models tätig sind.
Michibata war unter anderem 2009 auf der Titelseite der japanischen Ausgabe des Männermagazins GQ. Außerdem ist sie Markenbotschafterin des Schweizer Uhrenunternehmens TAG Heuer.
Michibata war von 2014 bis 2015 mit dem britischen Formel-1-Piloten Jenson Button verheiratet. Im Oktober 2017 wurde sie Mutter einer Tochter.

## Bibliografie
- Jessica’s Secret. Kōdansha, Tokio 2010, ISBN 978-4-06-216228-9.
- 幸せのある場所 / Happiness Within. Shogakukan, Tokio 2010, ISBN 978-4-09-388152-4.

## Fotobände
- 月刊道端ジェシカ. Shinchōsha, Tokio 2005, ISBN 4-10-790150-5 (Fotograf: Motoko).
- 道端ジェシカファースト写真集. ground, 2008, ISBN 978-4-930774-13-2 (Fotograf: Hajime Sawatari).